# Équipe cycliste Moscow Stars
L'équipe cycliste Moscow Stars est une équipe cycliste russe ayant le statut d'équipe continentale. Fondée en 2005 sous le nom Omnibike Dynamo Moscou, elle disparaît à la fin de l'année 2007. Elle ne doit pas être confondue avec l'équipe Moscow apparue en 2009. 
2006 a été sa meilleure saison, avec deux coureurs dans les dix premiers de l'UCI Europe Tour, une quatrième place au classement des équipes, et le titre de champion de Russie en ligne pour Alexander Khatuntsev. Vladislav Borisov, Sergey Kolesnikov, Yury Trofimov et Eduard Vorganov ont également figuré dans l'effectif de l'équipe.

## Championnats nationaux
- Championnats de Russie : 1
  - Course en ligne : 2005 (Alexander Khatuntsev)

## Classements UCI
L'équipe participe aux épreuves des circuits continentaux. Le tableau ci-dessous présente les classements de l'équipe sur les circuits, ainsi que son meilleur coureur au classement individuel. 
UCI Africa Tour
| Saison | Classement par équipes | Meilleur coureur au classement individuel |
| ------ | ---------------------- | ----------------------------------------- |
| 2007   | 9e                     | Vasily Khatuntsev (55e)                   |

UCI Asia Tour
| Saison | Classement par équipes | Meilleur coureur au classement individuel |
| ------ | ---------------------- | ----------------------------------------- |
| 2005   | 19e                    | Vladislav Borisov (49e)                   |
| 2006   | 32e                    | Eduard Vorganov (97e)                     |
| 2007   | 24e                    | Andrey Klyuev (62e)                       |

UCI Europe Tour
| Saison | Classement par équipes | Meilleur coureur au classement individuel |
| ------ | ---------------------- | ----------------------------------------- |
| 2005   | 15e                    | Eduard Vorganov (90e)                     |
| 2006   | 3e                     | Sergey Kolesnikov (4e)                    |
| 2007   | 24e                    | Andrey Klyuev (31e)                       |

## Composition de l'équipe

### Effectif
| Coureur              | Naissance         | Nationalité | Présence dans l'équipe | Équipe précédente       | Équipe suivante                 |
| -------------------- | ----------------- | ----------- | ---------------------- | ----------------------- | ------------------------------- |
| Alexey Bauer         | 25 mai 1986       | Russie      | 2006                   | Élite 2                 | Amore & Vita-McDonalds          |
| Vladislav Borisov    | 5 septembre 1978  | Russie      | 2005-2006              | Élite 2                 | Team Universal Caffe'-Ecopetrol |
| Maxim Karpatchev     | 12 janvier 1985   | Russie      | 2005                   | Élite 2                 | Élite 2                         |
| Alexander Khatuntsev | 11 février 1985   | Russie      | 2005-2006              | Élite 2                 | Unibet.com                      |
| Vasily Khatuntsev    | 11 février 1985   | Russie      | 2005-2007              | Élite 2                 | Élite 2                         |
| Andrey Klyuev        | 13 juin 1987      | Russie      | 2006-2007.07           | Élite 2                 | T-Mobile (stagiaire)            |
| Sergey Kolesnikov    | 10 mars 1986      | Russie      | 2005-2006              | Élite 2                 | Unibet.com                      |
| Pavel Korzh          | 15 juillet 1987   | Russie      | 2007                   | Élite 2                 | Élite 2                         |
| Alexey Kuzovkin      | 9 septembre 1985  | Russie      | 2005                   | Élite 2                 | Élite 2                         |
| Roman Maximov        | 2 juin 1986       | Russie      | 2007                   | Élite 2                 | Élite 2                         |
| Dmitry Medvedev      | 17 juin 1986      | Russie      | 2007                   | Élite 2                 | Élite 2                         |
| Mikhail Mikheev      | 10 janvier 1981   | Russie      | 2005                   | Élite 2                 | Élite 2                         |
| Sergey Nuzhonkin     | 17 mars 1988      | Russie      | 2007                   | Élite 2                 | Élite 2                         |
| Roman Paramonov      | 13 février 1983   | Russie      | 2005                   | Élite 2                 | Élite 2                         |
| Andrey Pchelkin      | 27 janvier 1981   | Russie      | 2005                   | Élite 2                 | Élite 2                         |
| Konstantin Ponomarev | 1er janvier 1981  | Russie      | 2006-2007              | Élite 2                 | Élite 2                         |
| Ivan Seledkov        | 5 janvier 1983    | Russie      | 2005-2007              | Élite 2                 | Rietumu Bank-Riga               |
| Ivan Shchegolev      | 10 novembre 1982  | Russie      | 2005                   | Élite 2                 | Élite 2                         |
| Sergey Shcherbakov   | 21 juillet 1987   | Russie      | 2006.08-2007           | Élite 2                 | Élite 2                         |
| Alexey Shmidt        | 17 avril 1983     | Russie      | 2005-2007              | Élite 2                 | Katyusha                        |
| Evgeny Sokolov       | 11 juin 1984      | Russie      | 2005                   | Élite 2                 | Élite 2                         |
| Ilya Syrtsev         | 16 novembre 1987  | Russie      | 2006.08-2007           | Élite 2                 | Élite 2                         |
| Ivan Terenine        | 22 juin 1982      | Russie      | 2005-2006              | Élite 2                 | Élite 2                         |
| Mikhail Timochine    | 20 novembre 1980  | Russie      | 2005                   | Landbouwkrediet-Colnago | Élite 2                         |
| Yury Trofimov        | 26 janvier 1984   | Russie      | 2005-2007              | Élite 2                 | BBox Bouygues Telecom           |
| Alexey Usov          | 1er février 1985  | Russie      | 2006-2007              | Élite 2                 | Élite 2                         |
| Sergey Valynin       | 10 mars 1988      | Russie      | 2007                   | Élite 2                 | Élite 2                         |
| Valery Valynin       | 10 décembre 1986  | Russie      | 2006-2007              | Élite 2                 | Katyusha (stagiaire)            |
| Viacheslav Vilkov    | 9 mai 1985        | Russie      | 2005-2007              | Bert Story-Piels        | Élite 2                         |
| Eduard Vorganov      | 1er décembre 1982 | Russie      | 2005-2006              | Élite 2                 | Karpin Galicia                  |
| Denis Vorontsov      | 24 mai 198        | Russie      | 2006-2007              | Élite 2                 | Élite 2                         |
| Ildar Zakirov        | 15 mai 1987       | Russie      | 2006.08-2007           | Élite 2                 | Élite 2                         |

### Victoires
| Date               | Course                                                  | Pays      | Classe | Vainqueur            |
| ------------------ | ------------------------------------------------------- | --------- | ------ | -------------------- |
| 23 avril 2005      | 1re étape du Grand Prix de Sotchi                       | Russie    | 2.2    | Alexander Khatuntsev |
| 24 avril 2005      | 2e étape du Grand Prix de Sotchi                        | Russie    | 2.2    | Alexey Shmidt        |
| 25 avril 2005      | 3e étape du Grand Prix de Sotchi                        | Russie    | 2.2    | Alexey Shmidt        |
| 26 avril 2005      | 4e étape du Grand Prix de Sotchi                        | Russie    | 2.2    | Alexander Khatuntsev |
| 27 avril 2005      | 5e étape du Grand Prix de Sotchi                        | Russie    | 2.2    | Alexander Khatuntsev |
| 27 avril 2005      | Classement final du Grand Prix de Sotchi                | Russie    | 2.2    | Alexander Khatuntsev |
| 2 mai 2005         | Grand Prix de Moscou                                    | Russie    | 1.2    | Alexander Khatuntsev |
| 3 mai 2005         | Mayor Cup                                               | Russie    | 2.2    | Ivan Terenine        |
| 5 mai 2005         | 1re étape b des Cinq anneaux de Moscou                  | Russie    | 2.2    | Alexey Shmidt        |
| 6 mai 2005         | 2e étape des Cinq anneaux de Moscou                     | Russie    | 2.2    | Ivan Terenine        |
| 7 mai 2005         | 3e étape b des Cinq anneaux de Moscou                   | Russie    | 2.2    | Andrey Pchelkin      |
| 8 mai 2005         | 4e étape des Cinq anneaux de Moscou                     | Russie    | 2.2    | Vladislav Borisov    |
| 9 mai 2005         | Classement général des Cinq anneaux de Moscou           | Russie    | 2.2    | Eduard Vorganov      |
| 11 mai 2005        | Mémorial Oleg Dyachenko                                 | Russie    | 2.2    | Maxim Karpatchev     |
| 16 juillet 2005    | 1re étape du Tour du lac Qinghai                        | Chine     | 2.HC   | Vladislav Borisov    |
| 3 août 2005        | 2e étape de Paris-Corrèze                               | France    | 2.1    | Vladislav Borisov    |
| 1er septembre 2005 | 2e étape du Tour de Slovaquie                           | Slovaquie | 2.2    | Vladislav Borisov    |
| 12 mars 2006       | Paris-Troyes                                            | France    | 1.2    | Yury Trofimov        |
| 17 mars 2006       | Classic Loire Atlantique                                | France    | 1.2    | Sergey Kolesnikov    |
| 19 mars 2006       | Roue tourangelle                                        | France    | 1.2    | Sergey Kolesnikov    |
| 1er avril 2006     | Boucle de l'Artois-Trophée Arras Leader                 | France    | 1.2    | Alexander Khatuntsev |
| 8 avril 2006       | 2e étape du Circuit des Ardennes                        | France    | 2.2    | Sergey Kolesnikov    |
| 9 avril 2006       | Classement final du Circuit des Ardennes                | France    | 2.2    | Sergey Kolesnikov    |
| 15 avril 2006      | Tour du Finistère                                       | France    | 1.1    | Sergey Kolesnikov    |
| 22 avril 2006      | 1re étape du Grand Prix de Sotchi                       | Russie    | 2.2    | Alexander Khatuntsev |
| 23 avril 2006      | 2e étape du Grand Prix de Sotchi                        | Russie    | 2.2    | Alexander Khatuntsev |
| 24 avril 2006      | 3e étape du Grand Prix de Sotchi                        | Russie    | 2.2    | Ivan Seledkov        |
| 25 avril 2006      | 4e étape du Grand Prix de Sotchi                        | Russie    | 2.2    | Sergey Kolesnikov    |
| 25 avril 2006      | 5e étape du Grand Prix de Sotchi                        | Russie    | 2.2    | Alexander Khatuntsev |
| 26 avril 2006      | Classement final du Grand Prix de Sotchi                | Russie    | 2.2    | Sergey Kolesnikov    |
| 2 mai 2006         | Grand Prix de Moscou                                    | Russie    | 1.2    | Alexander Khatuntsev |
| 8 mai 2006         | 4e étape des Cinq anneaux de Moscou                     | Russie    | 2.2    | Alexander Khatuntsev |
| 9 mai 2006         | Classement final Cinq anneaux de Moscou                 | Russie    | 2.2    | Alexander Khatuntsev |
| 4 juin 2006        | Riga Grand Prix                                         | Lettonie  | 1.2    | Sergey Kolesnikov    |
| 17 juin 2006       | 5e étape du Tour de Serbie                              | Serbie    | 2.2    | Alexander Khatuntsev |
| 25 juin 2006       | Championnat de Russie en ligne                          | Russie    | CN     | Alexander Khatuntsev |
| 26 septembre 2006  | Ruota d'Oro                                             | Italie    | 1.2    | Sergey Kolesnikov    |
| 12 novembre 2006   | 1re étape du Tour de Hainan                             | Chine     | 2.2    | Alexander Khatuntsev |
| 14 novembre 2006   | 3e étape du Tour de Hainan                              | Chine     | 2.2    | Alexey Shmidt        |
| 16 novembre 2006   | 5e étape du Tour de Hainan                              | Chine     | 2.2    | Andrey Klyuev        |
| 17 novembre 2006   | Classement final du Tour de Hainan                      | Chine     | 2.2    | Sergey Kolesnikov    |
| 17 novembre 2006   | 1re étape du Tour du Maroc                              | Maroc     | 2.2    | Alexey Bauer         |
| 25 novembre 2006   | 9e étape du Tour du Maroc                               | Maroc     | 2.2    | Vasily Khatuntsev    |
| 25 décembre 2006   | 1re étape du Tour de la mer de Chine méridionale        | Hong Kong | 2.2    | Andrey Klyuev        |
| 26 décembre 2006   | 2e étape du Tour de la mer de Chine méridionale         | Hong Kong | 2.2    | Konstantin Ponomarev |
| 27 décembre 2006   | 3e étape du Tour de la mer de Chine méridionale         | Hong Kong | 2.2    | Alexander Khatuntsev |
| 29 décembre 2006   | 5e étape du Tour de la mer de Chine méridionale         | Hong Kong | 2.2    | Andrey Klyuev        |
| 30 décembre 2006   | 6e étape du Tour de la mer de Chine méridionale         | Hong Kong | 2.2    | Alexander Khatuntsev |
| 31 décembre 2006   | Classement final du Tour de la mer de Chine méridionale | Hong Kong | 2.2    | Alexander Khatuntsev |
| 2 mars 2007        | 1re étape du Tour du Vaucluse                           | France    | 2.2    | Yuriy Trofimov       |
| 3 mars 2007        | 2e étape du Tour du Vaucluse                            | France    | 2.2    | Andrey Klyuev        |
| 18 mars 2007       | Paris-Troyes                                            | France    | 1.2    | Yuriy Trofimov       |
| 25 mars 2007       | Roue tourangelle                                        | France    | 1.2    | Yuriy Trofimov       |
| 29 mars 2007       | 3e étape du Tour de Normandie                           | France    | 2.2    | Andrey Klyuev        |
| 7 avril 2007       | Boucle de l'Artois-Trophée Arras Leader                 | France    | 1.2    | Andrey Klyuev        |
| 22 avril 2007      | 2e étape du Grand Prix de Sotchi                        | Russie    | 2.2    | Alexey Shmidt        |
| 25 avril 2007      | Classement final du Grand Prix de Sotchi                | Russie    | 2.2    | Alexey Shmidt        |
| 5 mai 2007         | 2e étape des Cinq anneaux de Moscou                     | Russie    | 2.2    | Alexey Shmidt        |
| 7 mai 2007         | 2e étape des Cinq anneaux de Moscou                     | Russie    | 2.2    | Valery Valynin       |
| 18 juin 2007       | 1re étape du Tour de Serbie                             | Serbie    | 2.2    | Alexey Shmidt        |